# سیارک ۲۶۵۴۹
سیارک ۲۶۵۴۹ (به انگلیسی: 26549 Tankanran، نامگذاری:2000DZ57)۲۶۵۴۹مین سیارک کشف شده‌است که در ۲۹ فوریه ۲۰۰۰ کشف شد.